# All Access Europe
All Access Europe é um álbum de vídeo lançado por Eminem em 2002. O álbum contém segmentos de apresentações de Eminem ao vivo  durante uma turnê europeia destinada a promover o álbum The Marshall Mathers LP. O álbum inclui participações ao vivo de Dido, Marilyn Manson e Xzibit.

## Lista de faixas
1. "Hamburg" – 9:51
2. "Oslo" – 6:05
3. "Stockholm" – 3:35
4. "Amsterdam" – 9:33
5. "Brussels" – 7:11
6. "Paris" – 15:49
7. "Manchester" – 5:24
8. "London" – 14:14

Fonte: Billboard.com